# Дробтинци
Дробтинци  (словен. Drobtinci) је насеље у општини Апаче у североисточној Словенији, која  припада Помурској регији.
Насеље се налазе на надморској висини 229,1 м површине 1,71 км². Приликом пописа становништва 2002. године Дробтници су имали 129 становника

## Културна баштина
У насељу се налази 3 непокретна културна добра: Троугаони споменик (на слици), Капела за звоником из 19. века и чевропоугао споменик са 4 нише у којима се налазе мурали, подигнуту у првој половини 19 века.